# Shakhty
Shakhty (tiếng Nga: Шахты) là một thành phố Nga, 75 kilômét (47 mi) về phía đông bắc Rostov trên sông Đông. Thành phố này thuộc chủ thể Rostov Oblast. Thành phố có dân số 222.592 người (theo điều tra dân số năm 2002. Đây là thành phố lớn thứ 83 của Nga theo dân số năm 2002. Dân số năm 2010 ước khoảng 240.152 người. 